# 莫珍歪
莫珍歪是马来西亚霹雳州曼绒县孟加兰峇鲁区的一个华人新村，也是县内十二个华人新村之一，距离实兆远市区约26公里，距離爱大华镇約20公里，距離班台約14公里。新村位于天定河旁，村内华人主要以福州籍贯居多。

## 地名
「莫珍歪」（闽东语平話字: mŏh dĭng uai）的华文地名，是以福州古田方言音译马来语「Beting Luas」而来。此地名在新村尚未建设时就已使用，当时是马来人聚居的偏僻乡区，并设有简陋的码头，以供依靠小舢舨捕鱼谋生的马来族使用，华人也称之为「芭尾」。在紧急状态时期，英殖民政府在当地划分一片80依格面积土地，将华人搬迁至新村，并命名为「Changkat Keruing」。从此之后，「Beting Luas」地名是指马来甘榜「芭尾」，「Changkat Keruing」则指现今的华人新村「莫珍歪」。

## 环境
莫珍歪在90年代的国家比赛中，曾三次荣获马来西亚“最美丽的村庄”称号。在连续多次获得全国最美丽清洁新村的荣誉后，莫珍歪被各有关方面视为国内新村的典范。时任首相马哈迪·莫哈末曾亲自前往莫珍歪参观，并向有关当局拨款25万令吉，作为对新村美化环境的奖励。

## 教育
莫珍歪地区唯一的小学是群贤国民型华文小学。莫珍歪地区没有中学。因此，就读群贤华小的学生在毕业后必须前往莫珍歪以外的中学继续就读。

## 政治
莫珍歪属于木威国会议席，该议席在马来西亚下议院的代表为来自希望联盟民主行动党的倪可汉。
同时，莫珍歪属于班台州议席，该议席在霹雳州议会的代表为来自希望联盟民主行动党的黄渼沄。新村村长则是曾香山，民主行动党籍，2023年就任至今。